# Mario Pitocco
Mario Pitocco (Letino, 3 marzo 1931 – Cervignano del Friuli, 21 agosto 2002) è stato un pittore italiano.

## Biografia
Nel 1950 consegue la maturità scientifica a Napoli e quindi frequenta, per un biennio, ingegneria a Bologna. Nel 1953, rientrato a Napoli si iscrive ad architettura che però abbandona subito; questo è il periodo della sua prima personale. Trasferitosi a Roma lavora come disegnatore tecnico e pubblicista intensificando però la sua attività pittorica. Nel 1973 si trasferisce nuovamente,  prima a Trezzano sul Naviglio nel milanese quindi ad Abbiategrasso. Nel 1980 arriva a Cervignano del Friuli dove risiederà fino all'improvviso sopravvenire della morte. 
Dal 1965 al 1998 è stato un periodo intenso di mostre , sia personali che collettive. 
Oltre che in Italia – Pesaro, Riccione, Torino, Pavia, Rapallo, Vicenza, Firenze, Vigevano, Udine, Prato – è stato presente all'estero – Sidney, Ginevra, Traunstein, Strasburgo, Colonia, New York - .
Nel 1982 gli viene conferito il premio “ New York Prize “
La pittura di Pitocco è stata dominata, anche se non esclusivamente, dalle figure femminili. Delle sue donne scrivono (Aldo Centore)…” Sono figure le cui sagome e profili, alterati in modo riduttivo, trasmettono un messaggio di mortificazione fisica e interiore come il mondo che le circonda. Sono i volti che hanno impronte di fermezza, austerità e decoro ….”
Una sua opera intitolata “ Sul Golgota “  - cm 90 x 150 – gli è stata commissionata per un dono al Comune di Rossano – Cosenza – ed è esposta nell'aula delle udienze penali del Tribunale di Rossano. Carmelo Mezzasalma la descrive : “… E davvero la visione di Mario Pitocco si dibatte nell'arco di tutto il suo itinerario artistico e umano, quasi a raggiungere il punto di una dilazione universale in cui il simbolo del Golgota chiarisce e oscura al contempo le ragioni della vita e del suo doloroso, dolcissimo castigo  …”